# لوثر بارنز
لوثر بارنز (بالإنجليزية: Luther Barnes)‏ هو ملحن وكاتب أغاني أمريكي، ولد في 10 مارس 1954.

## وصلات خارجية
- لوثر بارنز على موقع ميوزك برينز (الإنجليزية)
- لوثر بارنز على موقع ديسكوغز (الإنجليزية)

- الموقع الرسمي